# Szergej Mironovics Kirov
Szergej Mironovics Kirov (oroszul: Сергей Миронович Киров; Urzsum, Vjatkai kormányzóság, 1886. március 27. – Leningrád, 1934. december 1.), eredeti nevén Szergej Mironovics Kosztrikov, vezető szovjet-kommunista politikus, az Össz-szövetségi Kommunista (bolsevik) Párt (ÖK(b)P) leningrádi szervezetének főtitkára, akinek meggyilkolása tömeges politikai tisztogatások ürügyévé vált a Sztálin vezette Szovjetunióban.

## Ifjúkora
Szegény családba született és szüleit hamar elvesztette. Nagyanyja nevelte, de hétéves korában árvaházba került. 1901-ben gazdag jótevők ösztöndíjat biztosítottak számára, hogy egy kazanyi ipari iskolában tanulhasson. Miután mérnöki végzettséget szerzett, Tomszkba költözött. 1904-ben belépett az Oroszországi Szociáldemokrata Munkáspártba.

## A forradalmak idején
Részt vett az 1905-ös orosz forradalomban, le is tartóztatták, de elengedték. Rögtön a bolsevikokhoz csatlakozott. 1906-ban újra letartóztatták és ezúttal illegális irodalom nyomtatásáért három év börtönbüntetésre ítélték. Szabadulása után azonban visszatért a mozgalomba. Ismét letartóztatták, ugyanazzal a váddal. Egy év előzetes letartóztatás után a Kaukázusba költözött, és ott is maradt II. Miklós cár 1917 márciusában történt lemondásáig.
Ekkor már Kirovnak nevezte magát. Az orosz kommunisták közt szokás volt forradalmi név felvétele. Az új név II. Kurus perzsa király (Kyros) nevére emlékeztetett. Kirov az asztrahányi bolsevik közigazgatás feje lett.
Az 1917-es októberi orosz forradalom után ismét a Kaukázusba küldték, ahol részt vett az oroszországi polgárháború harcaiban 1920-ig, Anton Gyenyikin tábornok vereségéig. 1921-ben az azerbajdzsáni pártszervezet feje lett. Sztálin hű támogatója volt. A kaukázusi térségben töltött időszakban kötött szoros barátságot Szergo Ordzsonikidzével, a későbbi „kaukázusi klikk” másik tagjával is. Ordzsonikidzével együtt kulcsszerepet vitt a Grúziát, Örményországot és Azerbajdzsánt a helyiek tiltakozása ellenére egybeolvasztó Kaukázusontúli Szövetségi Szovjet Köztársaság megszervezésében. 1926-ban lojalitásáért Sztálin a leningrádi pártszervezet elnöki posztjával jutalmazta.

## Népszerűsége és halála
Az 1930-as évekre Sztálint egyre jobban aggasztotta Kirov növekvő népszerűsége, aki ráadásul tőle eltérően orosz volt – nyíltan is vitába szállt vele. A párt 1934-es kongresszusán, amikor a Központi Bizottság tagjait választották meg, Kirov kapta a legkevesebb elutasító szavazatot (mindössze hármat), miközben maga Sztálin 292 negatív szavazatot kapott, a legtöbbet a jelöltek közül.
A Politikai Bizottságban, a párt legfelsőbb hivatalos irányító szervében Kirov, Ordzsonikidzével együtt Sztálinhoz képest mérsékeltebb irányvonalat képviselt. Sztálin arra kérte Kirovot, dolgozzon mellette Moszkvában – egyes elméletek szerint azért, hogy jobban rajta tarthassa a szemét – ezt azonban Kirov visszautasította, és így Sztálin szemében versenytárssá válhatott. Kirov népszerűségét olyan intézkedései alapozták meg, amelyet Sztálin és Molotov a Politikai Bizottságban népszerűség-hajhászásnak neveztek. Ilyen volt például az az eset, amikor a leningrádi ellátási zavarok megszüntetésére Kirov megnyittatta a katonai raktárakat.
Ugyanazon év december 1-jén Kirovot a Szmolnij Intézetben agyonlőtte Leonyid Nyikolajev. Kirov éppen munkába érkezett és irodájába tartott a felső szinten, testőreit az alsó szinten hátrahagyva. Nyikolajev, aki könnyedén átjutott az őrségen, egy vécéhelyiségből jött elő, Kirov nyomába eredt, és hátulról nyakon lőtte.
A hivatalos vizsgálatok arra a következtetésre jutottak, hogy Kirov egy nagyobb összeesküvés áldozata lett, amelyet Trockij készített elő a szovjet kormányzat megdöntésére. Ez vezetett Kamenyev, Zinovjev és további 14 vezető kommunista letartóztatásához és kivégzéséhez 1936-ban. A Kirov-gyilkosság nagyszabású, milliókat érintő tisztogatásokat indított el. A legtöbben ma úgy vélik, hogy a gyilkosságot maga Sztálin tervezte meg, és az NKVD közreműködésével hajtották végre, bár erre minden kétséget kizáró bizonyíték nem maradt fenn. A Kirov-gyilkosságra és a régi kommunista vezetők közti tisztogatásra néhány hónappal a németországi hosszú kések éjszakája után került sor.

## Öröksége
Sztálin a nyilvánosság előtt tragédiaként viselte Kirov halálát. A Kreml falába temették, nagyszabású állami ceremónia keretében. A későbbiekben sok várost, utcát és gyárakat neveztek el róla, köztük Kirov várost (korábban Vjatka) a kirovi kerületben, Kirovszkot a murmanszki kerületben, az ukrajnai Kirovohradot (ma Kropivnickij), az azerbajdzsáni Kirovabadot (ma Gandzsa), az örményországi Kirovakant (ma Vanadzor), Moszkvában a Kirovszkaja metróállomást (ma Csisztije Prudi), a leningrádi operaházat és a hatalmas leningrádi (Szentpétervár) Kirov Műveket. Kirov városban évente ismétlődő nagyszabású gyorskorcsolyázó verseny is őrzi a nevét.
Baku városképének egyik domináns eleme volt 1939-től Kirov monumentális gránit és bronz szobra, 1992 januárjában azonban lebontották, miután Azerbajdzsán elnyerte függetlenségét. Róla kapta nevét a Kirov cirkáló-osztály és a későbbi Kirov csatacirkáló-osztály (bár az eredetileg szintén róla elnevezett első hajót Admiral Usakov névre keresztelték át.)

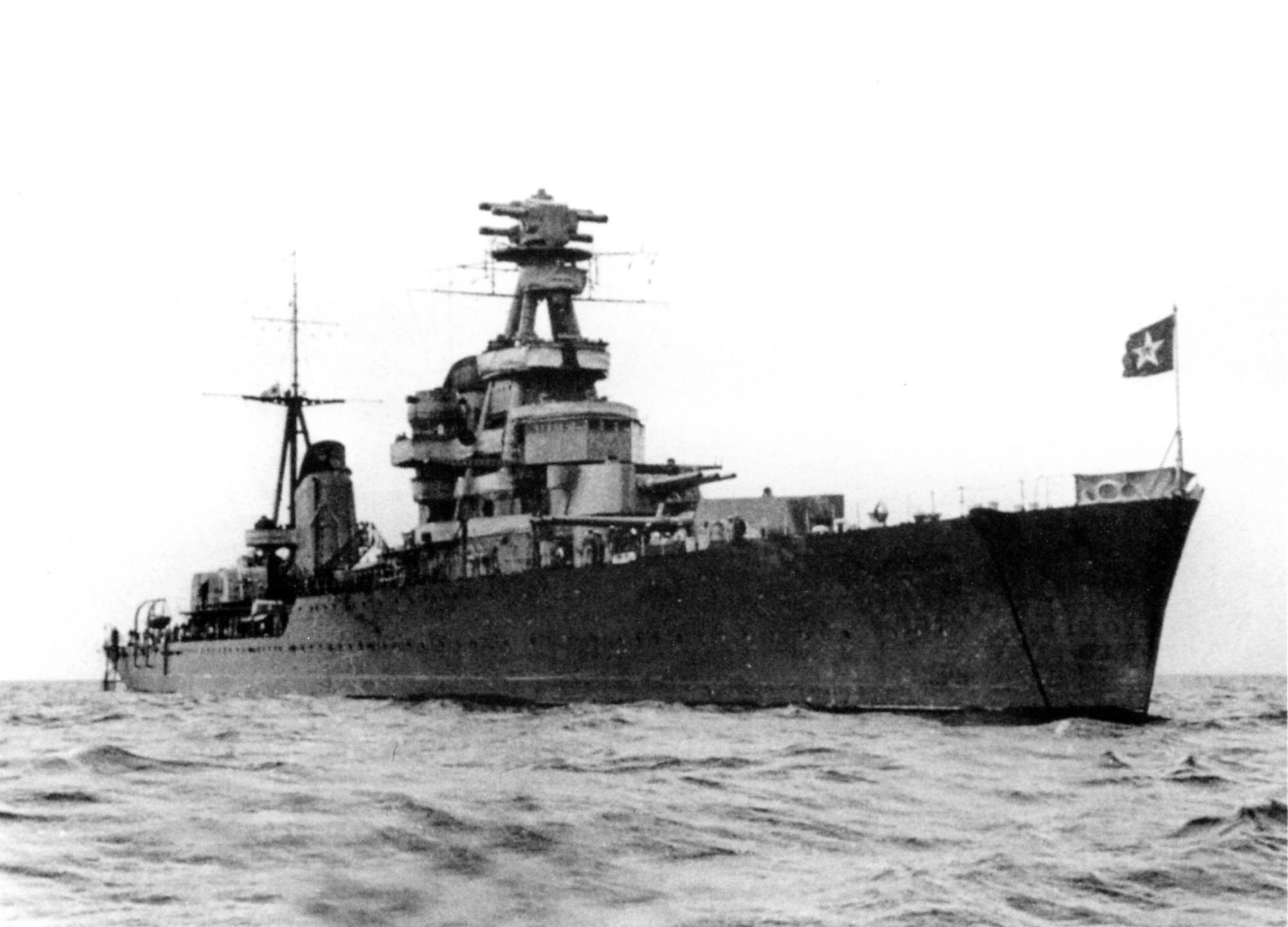
Az 1938-ban szolgálatba állított Kirov osztályú Kirov szovjet nehézcirkáló. 1974-ben bontották szét
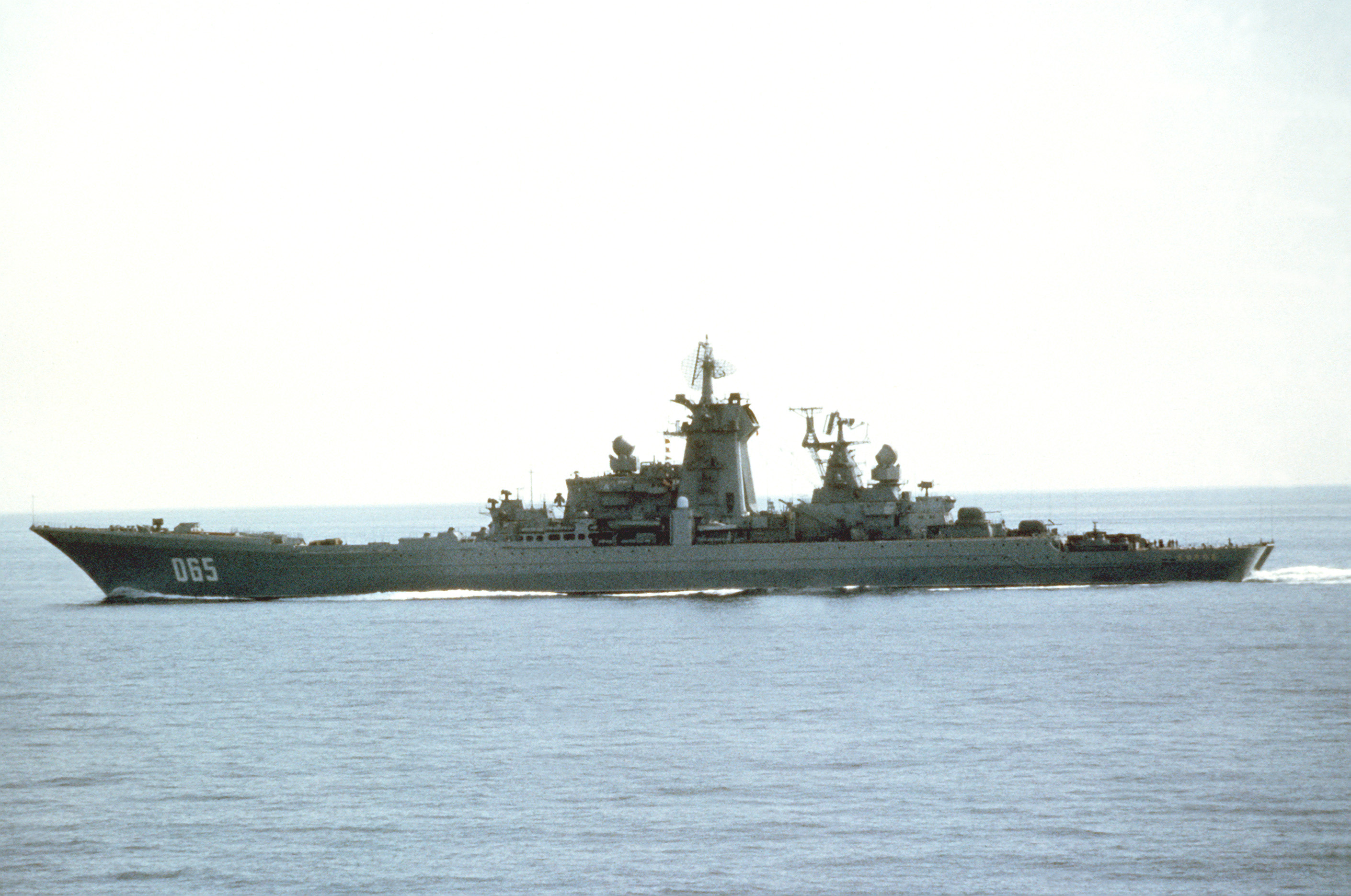
Az 1980-ban szolgálatba állított szovjet Kirov csatacirkáló. 1992-ben Admiral Usakov névre keresztelték át. 1990 óta szolgálaton kívül áll, bontását tervezik

## Emlékezete
A Szergej Kirovról elnevezett dolgok
- Kirov-szigetek, lakatlan szigetcsoport Észak-Szibériában
- Kirov Gyár, nehézipari nagyüzem Szentpéterváron, Oroszországban, korábbi neve Putyilov gyár
- Kirov Stadion Szentpéterváron, Oroszországban
- Kirovskie karóra márka, "( Кировские, valószínűleg Szergej Kirovról kapta a nevét)" Forrás: https://mroatman.wixsite.com/watches-of-the-ussr/kirovskie

Települések
- Kirov, város Oroszországban, a Kirovi terület székhelye
- Kirov, város Oroszországban a Kalugai területen, a Kirovi járás székhelye

Haditechnika
- Kirov osztály, szovjet cirkálóosztály az 1930–40-es években
- Kirov, 1936-ban vízre bocsátott Kirov osztályú cirkáló
- Kirov osztály, szovjet atommeghajtású csatacirkáló-osztály
- Kirov, 1977-ben vízre bocsátott csatacirkáló, a hasonló nevű osztály első hajója

Fikció
- Kirov-léghajó, szovjet egység a Command & Conquer: Red Alert 2 és Red Alert 3 című videojátékokban

## Érdekesség
Kirov rendkívül népszerű volt Leningrádban, különösen a nők rajongtak érte. Ismert, hogy több balerinával is volt kapcsolata. Halálát követően ironikusan róla nevezték el a Kirov Balettet.

## Művei magyarul
- Válogatott beszédek; ford. S. Nyirő József; Szikra, Bp., 1951
- Az ifjúságról; ford. Nyírő József; Ifjúsági, Bp., 1954

### Angolul
- Kirov Biography – életrajz
- About the huge Kirov statue in Baku – A bakui hatalmas Kirov-szoborról